# Sylvilagus nuttallii
Sylvilagus nuttallii (Кролик гірський) — вид родини зайцеві (Leporidae) ряду зайцеподібні (Leporiformes).

## Поширення
Країни проживання: Канада, США. Висоти проживання: від 1372 м до принаймні 3200 м над рівнем моря. Живе у різних місцях проживання. На півночі в основному займає полинне середовище існування, в той час як на півдні зустрічається частіше в лісових районах.

## Морфологія
Довжина голови й тіла: 33.8–37.1 см. Задні ноги довгі, ступні густо вкриті довгою шерстю. Вуха заокруглені на кінцях і відносно короткі, внутрішні поверхні помітно вкриті шерстю. Sylvilagus nuttallii має блідо-коричневе хутро на спині, блідо-коричневу потилицю, чорні кінці вух, біло-сірий хвіст і біле хутро знизу.

## Поведінка
Харчується полином і ялівцем протягом усього року, де ця рослинність росте, але трави є більш споживаними при наявності навесні і влітку. Найбільш активними ці кролики є до 09:00 і після 16:00 годин.

## Відтворення
Сезон розмноження є різним по всьому ареалу. Вагітність триває 28–30 днів. Самиця може давати від двох до п'яти приплодів на рік, від 4 до 6 дитинчат у кожному.